# 阿爾布雷希特 (拿騷-威爾堡伯爵)
阿爾布雷希特（德語：Albrecht von Nassau-Weilburg，1537年12月26日—1593年11月11日），拿騷-威爾堡伯爵，腓力三世的長子，1559年至1593年在位。

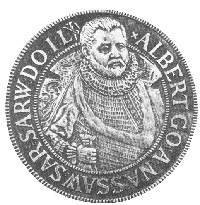

## 家庭
1559年，阿爾布雷希特與拿騷-迪倫堡伯爵威廉一世的女兒安娜結婚，兩人共有3子3女：
1. 安娜·艾瑪莉亞（1560年—1635年）
2. 路德維希二世（1565年—1627年）
3. 威廉（1570年—1597年）
4. 約翰·卡西米爾（1577年—1602年）
5. 安娜·奧托莉（1582年—1635年）
6. 恩尼絲蒂娜（1584年—1665年）